# 유이 (배우)
유이(본명: 김유진, 1988년 4월 9일 ~ )는 대한민국의 걸 그룹 애프터스쿨 전 멤버 및 가수, 배우이다.
2009년 애프터스쿨 구성원으로 데뷔했고 《선덕여왕》, 《미남이시네요》 등 드라마에 출연하였다. 이후 2016년 드라마 《결혼계약》에서 주연으로 출연했다. 부친은 과거 빙그레 이글스와 태평양 돌핀스에서 스타 내야수로 활약했고 은퇴 이후 현대 유니콘스와 넥센 히어로즈, SK 와이번스, 한화 이글스 코치를 역임한 야구인 김성갑이다.

## 생애
1988년 충청남도 대전시에서 당시 한국프로야구 팀 빙그레 이글스의 내야수 김성갑의 2녀 중 차녀로 태어났다. 1993년 아버지가 태평양 돌핀스로 이적하면서, 인천직할시 남동구로 이주하여 자랐다. 형제자매로는 3살 위의 언니 김유나가 있다.

## 학력
- 1995년 ~ 2001년 함박초등학교
- 2001년 ~ 2004년 구월여자중학교
- 2004년 ~ 2007년 인천체육고등학교
- 2007년 ~ 2011년 성균관대학교 연기예술학과 학사

## 경력
- 2009년 ~ 2017년 그룹 애프터스쿨 멤버

## 출연 작품

### 드라마
- 2009년 MBC 월화 특별기획 드라마 《선덕여왕》 ... 어린 미실 역 (고현정 아역)
- 2009년 SBS 드라마 스페셜 《미남이시네요》 ... 유헤이 역
- 2011년 tvN 월화 미니시리즈 《버디버디》 ... 성미수 역
- 2011년 KBS2 주말연속극 《오작교 형제들》 ... 백자은 역
- 2012년 KBS2 수목 미니시리즈 《전우치》 ... 홍무연 역
- 2013년 MBC 주말 특별기획 드라마 《황금무지개》 ... 김백원 역
- 2015년 tvN 월화 미니시리즈 《호구의 사랑》 ... 도도희 역
- 2015년 SBS 월화 미니시리즈 《상류사회》 ... 장윤하 역
- 2016년 MBC 주말 특별기획 드라마 《결혼계약》 ... 강혜수 역
- 2016년 MBC 월화 미니시리즈 《불야성》 ... 이세진 역
- 2017년 KBS2 수목 미니시리즈 《맨홀 - 이상한 나라의 필》 ... 강수진 역
- 2018년 MBC 주말 특별기획 드라마 《데릴남편 오작두》 ... 한승주 역
- 2018년 KBS2 주말연속극 《하나뿐인 내편》 ... 김도란 역
- 2022년 tvN 월화 미니시리즈 《고스트 닥터》 ... 장세진 역
- 2023년 tvN 단막극 《O'PENing - 우리가 못 만나는 이유 1가지》 … 정원영 역
- 2023년 KBS2 주말연속극 《효심이네 각자도생》 ... 이효심 역

### 영화
| 연도 | 제목            | 역할 | 비고 |
| ---- | --------------- | ---- | ---- |
| 2020 | 《증강 콩깍지》 |      |      |

### 예능
| 연도 | 방송사               | 제목                                   | 역할       | 비고                |
| ---- | -------------------- | -------------------------------------- | ---------- | ------------------- |
| 2007 | SBS MTV              | 《다이어리 오브 오소녀》               | 본인       | 다큐멘터리          |
| 2008 | MBC                  | 스타의 친구를 소개합니다               | 게스트     |                     |
| 2009 | MBC                  | 《우리 결혼했어요시즌2》               | 고정 출연  |                     |
| 2010 | K•star, 코메디TV     | 제19회 하이원 서울가요대상             | MC         |                     |
| 2010 | MBC에브리원          | 《플레이걸즈 스쿨》                    | 고정 출연  |                     |
| 2010 | SBS                  | 《밤이면 밤마다》                      | MC         |                     |
| 2011 | KBS 2TV              | 《뮤직뱅크》                           | MC         | 10월 28일~ 11월11일 |
| 2012 | KBS 2TV              | 《뮤직뱅크》                           | MC         | 1월 6일~ 12월 29일  |
| 2012 | SBS                  | 《SBS kpop 콘서트》                    | MC         |                     |
| 2012 | MBC                  | 《세바퀴》                             | 스페셜MC   |                     |
| 2012 | Mnet                 | 《2012 한류 드림콘서트》               | MC         |                     |
| 2013 | KBS 2TV              | 《뮤직뱅크》                           | MC         | 1월 3일 ~ 4월 5일   |
| 2013 | MBC                  | 《스토리쇼 화수분》                    | MC         |                     |
| 2013 | MBC                  | 《정전60주년 DMZ 평화콘서트》          | MC         |                     |
| 2013 | KBS W                | 《애프터스쿨의 뷰티 바이블 2013~2014》 |            |                     |
| 2014 | SBS                  | 《정글의 법칙 in 인도양》              | 출연       |                     |
| 2014 | SBS                  | 《2014 슈퍼모델 선발대회》             | MC         |                     |
| 2015 | KBS W                | 《애프터스쿨의 뷰티 바이블 2015 F/W》  | 출연       |                     |
| 2015 | SBS                  | 《주먹쥐고 소림사》                    | 고정 출연  |                     |
| 2016 | MBC                  | 《2016 MBC 연기대상》                  | MC         |                     |
| 2018 | KBS 2TV              | 《2018 KBS 연기대상》                  | MC         |                     |
| 2019 | 채널A                | 《비행기 타고 가요 시즌2》             | 고정출연   |                     |
| 2020 | 채널A                | 《비행기 타고 가요 시즌2》             | 고정출연   |                     |
| MBC  | 《나 혼자 산다》     | 게스트                                 | 349회      |                     |
| MBC  | 《2020 Live in DMZ》 | MC                                     |            |                     |
| SBS  | 《2020 희망TV SBS》  | MC                                     | 171회      |                     |
| SBS  | 2021                 | 《맛남의 광장》                        | 게스트     |                     |
| IHQ  | 2021                 | 《스파이시걸스》                       | MC         |                     |
| 2022 | SBS                  | 《미운 우리 새끼》                     | 스페셜 MC  |                     |
| 2022 | tvN                  | 《놀라운 토요일》                      | 게스트     |                     |
| 2022 | SBS funE             | 《올 댓 뮤즈 3》                       | 출연       |                     |
| 2022 | tvN                  | 《인생에 한 번쯤, 킬리만자로》         | 고정 출연  |                     |
| 2023 | KBS2                 | 《더시즌즈》                           |            |                     |
| 2023 | SBS                  | 《꼬리에 꼬리를 무는 그날 이야기》     | 게스트     | 82회                |
| 2023 | KBS2                 | 《옥탑방의 문제아들》                  | 게스트     |                     |
| 2023 | KBS2                 | 《사장님 귀는 당나귀 귀》              | 게스트     |                     |
| 2024 | SBS                  | 《꼬리에 꼬리를 무는 그날 이야기》     | 이야기친구 | 132회               |
| 2024 | SBS                  | 《정글밥》                             | 고정패널   |                     |
| 2024 | tvN                  | 《무쇠소녀단》                         | 고정패널   |                     |

### 뮤직비디오
| 연도 | 가수          | 노래                     | 공동 |
| ---- | ------------- | ------------------------ | ---- |
| 2009 | 마이티 마우스 | 〈연애특강〉             |      |
| 2009 | 조성모        | 〈그녀를 잘 부탁합니다〉 |      |
| 2009 | 4 Tomorrow    | 〈두근두근 Tomorrow〉    |      |